# Piperin
Piperin, skupaj s svojim izomerom kavicinom, je alkaloid, odgovoren za ostrino okusa črnega popra in dolgega popra. Uporablja se v nekaterih oblikah tradicionalne medicine.

## Priprava
Piperin se ekstrahira iz črnega popra z uporabo diklorometana. Pri ekstrakciji se lahko uporabljajo vodni hidrotropi, kar daje velika izkoristek in selektivnost. Količina piperina variira med 1–2 % v dolgem popru in 5–10 % v komercialnem belem in črnem popru. Poleg tega se lahko pripravlja z obdelavo brez topil iz ostanka alkoholnega ekstrakta črnega popra z raztopino kalijevega hidroksida za odstranitev smole (ki naj bi vsebovala kavicin, izomer piperina) in raztopino spranega netopnega ostanka v toplem alkoholu, iz katerega alkaloid ob hlajenju kristalizira.

## Reakcije
Piperin tvori soli le z močnimi kislinami. S heksakloroplatinino(IV) kislino B4•H2PtCl6 tvori oranžno-rdeče iglice. (B predstavlja en mol alkaloidne baze). Jod v kalijevem jodidu, dodanem alkoholni raztopini baze, daje v prisotnosti nekaj klorovodikove kisline značilni perjodid, B2•HI•I2, ki kristalizira v obliki jekleno modrih iglic, katerih Ttal = 145 °C.

## Zgodovina
Piperin je leta 1819 odkril Hans Christian Ørsted, ki ga je izoliral iz sadov rastline Piper nigrum, izvorne rastline tako črnega kot belega popra. Flückiger in Hanbury sta piperin odkrila v rastlinah Piper longum in Piper officinarum (Miq.) C. DC. (=Piper retrofractum Vahl), dve vrsti, ki ju imenujemo "dolgi poper". Zahodnoafriški poper prav tako vsebuje piperin.
Anderson je prvi hidroliziral piperin, in sicer s pomočjo baze v bazo in kislino, ki so ju pozneje poimenovali piperidin in piperna kislina. Alkaloid je bil prvič sintetiziran z učinkovanjem piperoil klorida na piperidin.

## Raziskave
Del ostrine piperina je posledica aktivacije toploto in kislost zaznavajočih ionskih kanalčkov TRPV, TRPV1 in TRPA1 na nociceptorjih, bolečino zaznavajočih živčnih celicah.
Piperin se raziskuje zaradi njegove sposobnosti, da vpliva na biološko uporabnost drugih spojin v prehranskih dopolnilih. Primer raziskave je sposobnost piperina za povečanje biološke uporabnosti kurkumina. V laboratorijskih raziskavah zavira človeška CYP3A4 in P-glikoprotein, ki sta encima, vpletena v metabolizem in prenos ksenobiotikov in metabolitov. Druge raziskave kažejo, da zavira razgradnjo ABCA1, ključnega prenašalca beljakovin, vključenega v iztoku holesterola. V raziskavah na živalih piperin zavira encime CYP450, vključene v metabolizem zdravilnih učinkovin.